# Bokermannohyla sagarana
Bokermannohyla sagarana é uma espécie de anfíbio da família Hylidae. Endêmica do Brasil, pode ser encontrada apenas na Serra do Cabral (pertencente a Serra do Espinhaço), no estado de Minas Gerais.